# Апостол Нови
Свети новомученик Апостол Нови (грч. Αγιος Αποστολος ο Νεος) је православни хришћански светитељ.

## Житије
Рођен је у месту Свети Лаврентије у Тесалији, од оца Косте Стаматија и мајке Меле. Са 15 година остао је сироче. 1682. је отишао у Цариград и тамо се запослио у некој радњи. 
Према Житију, Апостолос је већ био у Цариграду четири године када су становници његове отаџбине били потлачени под великим порезима. Због тога је одлучио да се обрати султановим повереницима и поручио им да смање пореска оптерећења. Апостолос је помогао својој браћи да оснују сопствени комитет становника који ће их представљати. Ово је био успех, али војвода није прихватио документа својих султанових повереника, одбацивши их као фалсификат. Војвода је ухапсио тројицу становничких одбора и сам их одвео у Цариград, где је захтевао да буду затворени због велеиздаје.
Када су њихови сународници сазнали за ово, послали су комитет у Цариград да се обрати самој краљици мајци (Султанова мајка - Валиде Ханоум Киосем) да их ослободи. Како нису знали како и куда да иду, Апостолос је био вољан да им помогне, пошто је знао и турски језик. Чак је узео извештај који су написали становници и дао га високом султанском званичнику. Званичник је, међутим, већ добио наређења од војводе Пелиона.
Апостолос је ухапшен и предат Војводи да буде кажњен због своје охолости. Војвода је тада наредио да га вежу у ланце и затражио за Апостолоса четворогодишњи харач за све док није био у свом селу. Међутим, пошто се плашио да ће се остатак комитета обратити самој краљици мајци, помислио је да коначно остави тројицу затвореника и Апостолоса. Али један Апостолов сународник, из зависти што ће се безначајно и сиромашно дете сматрати добротвором његовог места, оклеветао га је да је он подстакао целу аферу и да је клеветао војводу у царској палати. Због тога је војвода наредио да га тешко муче до смрти.
После неуспелог покушаја бекства, војвода је покушао да преобрати Апостолоса у ислам тако што би га обрезао, али Војвода у томе није успео.
Након што је Апостолос изјавио да је хришћанин и да неће променити веру, одведен је до високих верских званичника где су они сами покушали да га натерају да промени веру дајући му богатство и славу. Апостолос се није одрекао своје хришћанске вере. Рекао им је: „Не губите време, учините шта год треба, али учините то брзо. Какву год ми смрт наменили, ја ћу је радо прихватити ради  мог.Христа Зато немојте каснити. Хоћете ли да ми сакупим дрва и да се окачим својим рукама. " Пошто ништа нису постигли, везир је коначно наредио да му одсеку главу.
После ноћи мучења, Апостолос је пред зору одведен на локацију близу Златног Рога где је чекао да му џелат одруби главу. Џелат га је прво ударио косом три пута у врат, а затим га зграбио за косу и одрубио му главу. Апостолос је умро у доби од 19 година. У његовом Житију стоји да је после његовог погубљења одред за погубљење видео издалека велику гомилу како иде ка његовом мртвом телу. Верујући да су хришћани, мушкарци су отрчали на место, али ништа нису видели. Само његово мртво тело је било тамо и нико други. Пошто су његово тело бацили у море, донели су његову главу везиру као доказ његовог погубљења.
Страдао је 16 августа 1684 године у Цариграду.
Хришћани који су видели његово погубљење тражили су његову главу да се сахрани, преко Цариградске патријаршије. Када им је то дато, ставили су га у сребрну кутију и предали храму Светог Димитрија у Куртулушу.
Нешто касније, један Апостолов сународник је узео његову главу и однео је у своју домовину, тачније у Апостолову кућу (која је сада постала храм у његову част). Данас се његова глава налази у Епархији Димитријадској, Магнезија
Источна православна црква га поштује као светитеља и помиње га 16. августа.